# 高層大氣物理學
高層大氣物理學（英語：Aeronomy）是大氣物理學的一個分支，主要研究中層與高層（平流層、中間層、熱成層和磁層等）大氣的成分和物理性質，分子离解和電離是該學科重要的部分。另外還研究臭氧層的分佈與變化。高層大氣物理學主要發展於20世紀和21世紀。
「Aeronomy」這個詞是西德尼·查普曼於1946年在《自然》期刊中的讀者來信發表的文章《Some Thoughts on Nomenclature》中首次提及。
今日這項學科研究範圍也包含了其他行星大氣層的對應區域。高層大氣物理學的相關研究必須透過氣球、衛星和探空火箭以獲得高層大氣的有用資料。其他屬於高層大氣物理學的大氣現象則是中高层大气闪电，例如紅電光閃靈、精靈光暈、藍色噴流和精靈。

## 大氣潮汐
大氣潮汐是將能量從高層大氣送往低層的重要機制，也主導了中間層和較低熱層的動力狀態；因此，了解大氣潮汐對於了解整個大氣層狀態是必須的。對於地球大氣層的監測和預測變化必須要進行大氣潮汐的模型建立和觀測。

## 中高层大气闪电

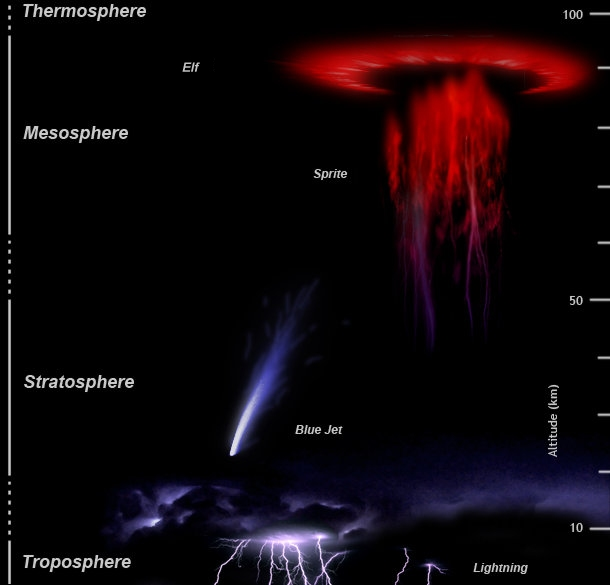
中高层大气闪电和放電現象圖示。

中高层大气闪电或中高層大氣放電是指一系列發生在高度高於尋常閃電以上區域的放電現象。這個用語現在主要是指在較高層大氣層中發生的多種被稱為「瞬态发光现象」（Transient Luminous Events，TLEs）的放電現象。瞬態發光現象包含紅電光閃靈、精靈光暈（Sprite halos）、藍色噴流（Blue jets）和精靈（Elves）。

## 外部連結
- 比利時太空與高層大氣物理學研究所 （页面存档备份，存于）
- Aeronomy, Department of Atmospheric, Oceanic and Space Science, University of Michigan （页面存档备份，存于）